# Богатир
Богатир (рус. богатырь) је основни лик у средњовековним источнословенским легендама, сличан западноевропском лутајућем витезу. Богатири се јављају углавном у руским епским песмама — биљинама. Историјски гледано, настали су за време владавине Владимира Великог (Велики кнез Кијевски од 980. до 1015) као део његових елитних ратника (дружина), сродних витезовима Округлог стола. Традиција описује богаташе као ратнике огромне снаге, храбрости и јунаштва, који ретко користе магију док се боре против непријатеља како би одржали аспект биљина „лабаво заснован на историјским чињеницама“. Карактеришу их јаки гласови, патриотских и религиозних тежњи, бранили су Русију од страних непријатеља (нарочито номадских турских степских народа или угро-финских племена у периоду пре монголских инвазија) и њихове вере. У савременом руском језику реч богатир означава храброг хероја, спортисту или физички снажног човека.

## Етимологија
Реч „богатир” није словенског порекла. Термин је забележен најмање од 8. века, Према етимолошком речнику М. Фасмера, реч „богатырь” је позајмљена од старих Турака. „баɣатур” (отуда мађ. bátor „смелый“), булг. βαγατουρ; чагат. batur "храбар, војсковођа"; кирг. баатыр "херој", "храбар"; шор. paɣattyr "херој"; монг. bagatur; калм. bātr̥; као и почасни надимак багатур за посебне војне заслуге у војсци још од времена Џингис-кана и Тамерлана. Објашњење порекла од иранског или индоаријевског „баɣапуϑра” је веома сумњиво. Многи стручњаци теже (древној) турској етимологији појма.
Према историјском и етимолошком речнику П. Ја. Черниха, реч је источног порекла и забележена је у многим језицима: турском, монголском, бурјатском, иранском, хиндском.
Према Лаву Гумиљову, „багадур” је реч монголског порекла, која је у турски језик ушла у 6. веку. Многи западни истраживачи такође подржавају монголско-турску верзију порекла. Извори познају различите правописне верзије: bahadar, bahadir, bahadur, batur, batyr, bator.
Овај термин је позајмљен не само у староруски језик, већ и на друге језике: пољски, персијски, мађарски. Неки етимолози верују да су сличне речи у неповезаним језицима настале независно и да их могу сматрати извором руске речи.
Сама реч „богатырь“ се први пут појављује у књизи Сарницког, објављеној без навођења места 1585. „Descriptio veteris et novae Poloniae cum divisione ejusdem veteri et nova“, где се каже: „Rossi… de heroibus suis, quos Bohatiros id est semideos vocant, aliis persuadere conantur“.
Реч витязь је германског порекла, од *víking-, што је дало, између осталог, и други сканд. víkingr, првобитно позајмљен у западнословенске језике (уп. чеш. vítěz, глсрп. wićaz „херој“). Према неким научницима, реч може да потиче од глагола витать или заједничког словенског *vitь „плен“.
У руским изворима реч витязь се јавља једном у Перејаславској хроници, након чега се појављује тек у 16. веку.
У древној Русији, уместо касније позајмљеног „богатырь“, реч „храбр“ је свуда коришћена за означавање елитног ратника и борца.
Упркос лингвистичким истраживањима савремених научника, популарна етимологија везује реч богатир са руским: 'Бог'.

## Преглед
У многим руски, епски, песмама, названим Биљине, истакнуте су приче о овим јунацима, као и неколико хроника, укључујући Галицијско-Волинску хронику из 13. века. Претпоставља се да су неки богатири историјске личности, док су други, попут дива Свјатогора, чисто измишљени и вероватно потичу из словенске паганске митологије. Епске песме се обично деле у три збирке: митолошки епови, старије приче које су се причале пре оснивања Кијевске Русије и преношења хришћанства у регион, а обухватале су магију и натприродно; кијевски циклус, који садржи највећи број богатира и њихових прича (Илија Муромец, Добриња Никитич и Аљоша Попович); и новгородски циклус, фокусиран на Садка и Василија Буслајева, који осликава свакодневни живот Новгорода.
Многе приче о богатирима врте се око двора Владимира I Кијевског (958–1015) и називају се Кијевским циклусом. На његовом двору су служили најистакнутији богаташи или витјазе: трио Аљоша Поповић, Добриња Никитич и Илија Муромец. Сваки од њих има тенденцију да буде познат по одређеној карактерној особини: Аљоша Поповић по својој памети, Добриња Никитич по храбрости, а Илија Муромец по физичкој и духовној снази и интегритету, и по посвећености заштити своје отаџбине и народа. Већина тих богаташких авантура су измишљене и често укључују борбене змајеве, дивове и друга митска бића. Међутим, сами богатири су се често заснивали на стварним људима. Доказано је да су постојали историјски прототипови Добриње Никитича (војсковође Добриње ) и Илије Муромеца.
Новгородска република је произвела специфичну врсту хероја, авантуристе, а не племенитог ратника. Најистакнутији примери били су Садко и Василиј Буслајев који су постали део Новгородског циклуса народне епике.
Митолошки епови су укорењени у натприродном и шаманизму, а везани су за паганизам. Најистакнутији јунаци у овим еповима су Свјатогор и Волх Всеславјевич; они се обично називају „Старији Богатири“.
Каснији значајни богатири такође укључују оне који су се борили на страни Александра Невског, укључујући Василија Буслајева и оне који су се борили у Куликовској бици.
Богатири и њихове херојске приче утицали су на многе личности у руској књижевности и уметности, попут Александра Пушкина, који је написао епску бајку из 1820. године Руслан и Људмила, Виктора Васњецова и Андреја Рјабушкина, чија уметничка дела приказују многе богатире из различитих циклуса народне епике. Богатири се такође помињу у причама о чудима у разигранијем светлу, као у Фоми Береникову,  причи у збирци прича Александра Афанасјева под називом Руске бајке са Аљошом Поповићем и Илијом Муромецом.
Анимациони студио Ред Медуса, са седиштем у Русији, направио је анимирану пародију на богатире под називом „Три руска Богатира“, у којој насловни ликови — снажни и упорни, али не претерано бистри — надјачавају различите противнике из бајки, поп културе и модерног живота.

## Женски богатир
Иако није толико истражен, женски богатир или пољаница је жена ратница сродна Амазонкама. Многе од познатијих пољаница су жене познатих мушких богатира, као што је Настасја Никулична, жена Добриње Никитича. Жена богатирка парира мушкарцима у снази и храбрости са причама у којима су детаљно описани случајеви у којима су спасавали своје мужеве и надмудрили непријатеља. Често се виде како раде са јунацима у причама које помињу њихово присуство.

## Познати богатири
Већина богаташа је измишљена, али се верује да је заснована на историјским прототиповима:
- Илијаа Муромец, који се сматра највећим од богатира, из Мурома[14]
- Добриња Никитич – из Рјазања[15] (на основу историјског војсковође Владимира I)
- Аљоша Попович („Аљоша свештеников син“) – из Ростова,[16] варалица међу богаташима који је најпознатији по својој памети.
- Евпатиј Коловрат богатир описан у Причи о уништењу Рјазања, борио се са војском монголског владара Бату Кана
- Свјатогор, џиновски витез који је своју снагу завештао Иљи Муромецу (чисто измишљено)
- Василиј Буслајев из Новгорода
- Аника ратник
- Војвода Степанович
- Дунај Иванович
- Волга Свјатославович (вероватно заснована на Олегу Новгородском или Всеславу Полоцком[17])
- Сукхман Богатир
- Никита Крзнар
- Микула Сељанинович („Микула сељанин син“)

Неки од историјских ратника су такође ушли у фолклор и постали познати као богатири:
- Гаврила Алексич из Новгорода, који је служио Александру Невском у бици на Неви (историјска)
- Ратмир из Новгорода, који је служио Александру Невском у бици на Неви (историјска)
- Пересвет, који се жртвовао Татарима у Куликовској бици (историјски)

## Богатири у филмовима
- Филмови Александра Птушка:
  - Садко (Садко, 1952)
  - Илија Муромец (Ильа Муромец, 1956)
  - Руслан и Људмила (Руслан и Лудмила, 1972), заснована на истоименој фантазијској песми Александра Пушкина.
- Анимирани филмови Soyuzmultfilm (режија Иван Аксенчук):
  - Иља Мурометс (1975)
  - Иља Мурометс и Славуј разбојник (1978)
- Melnitsa Animation серија Три Богатира :
  - Аљоша Поповић и змија Тугарин (Алеша Попович и Тугарин Змеј, 2004)
  - Добриња Никитич и Змеј Гориницх (Добрина Никитич и Змеј Горинич, 2006)
  - Иља Муромец и Славуј разбојник (Ильа Муромец и Соловеј-Разбојник, 2007)
  - Тхе Тхрее Богатирс анд Схамакхан Куеен (Три богатира и Шамаханскаа царица, 2010)
  - Тхе Тхрее Богатирс он Дистант Схорес (Три богатира на дальних берегах, 2012)
  - Тхе Тхрее Богатирс: Цоурсе оф тхе хорсе (Три богатира: Ход конем)
  - Три Богатира и морски краљ (Три богатира и Морској царь)
- Остали филмови:
  - Александар Невски (Александр Невскиј, 1938) Сергеја Ајзенштајна . Иако је заснован на стварној историји, филм такође показује снажан утицај билине и као споредни лик приказује билинског богатира Василија Буслајева .
  - Битка код Керженца (1971)
  - Василиса Микулишна (1975, Роман Давидов ), анимирана адаптација истоимене билине.
  - Кнез Владимир (Кназь Владимир, 2006) такође комбинује стварну средњовековну историју са фантазијом и фолклором.
  - Последњи витез (2017), комедија која деконструише руски фолклор.

## Богатири у књигама
- Књиге Џенифер Естеп
  - Crimson Frost (2013)
  - Midnight Frost (2013)
  - Killer Frost (2014)
- Књиге Робина Бриџса
  - The Katerina Trilogy (The Gather Storm (2012), The Unfailing Light (2012), The Morning Star (2013))
- Књиге Џона Конроа 
  - Summer Reign (2018)